# 震旦中学礼堂
震旦中学礼堂位于扬州市广陵区东关街道广陵路56号。1920年，法国耶稣会士山宗机在扬州创设圣约翰伯尔各满公学，1931年改为私立震旦大学附属扬州震旦中学。1949年该校停办。震旦中学礼堂保存完好，2008年1月，列为扬州市文物保护单位。